# FC Pohang Steelers
El FC Pohang Steelers és un club de futbol sud-coreà de la ciutat de Pohang, Gyeongsangbuk-do.

## Història
Fundat el 1973 amb el nom de POSCO, propietat de la Pohang Iron and Steel Company. El club es professionalitzà el 1984 adoptant el nom de POSCO Dolphins, canviat el 1985 a POSCO Atoms, el 1995 a Pohang Atoms i el 1997 a Pohang Steelers.

## Palmarès
- Lliga de Campions de l'AFC 3
  - 1997, 1998, 2009
- Lliga sud-coreana de futbol 5
  - 1986, 1988, 1992, 2007, 2013
- Copa sud-coreana de futbol 6
  - 1996, 2008, 2012, 2013, 2023, 2024
- Copa de la Lliga sud-coreana 2
  - 1993, 2009
- Copa President sud-coreana de futbol 1
  - 1974

## Entrenadors
A 15 de setembre de 2020. Només partits de competició.
| Han Hong-Ki     |  | 1983 | 1984    | 16 | 11 | 17 |
| Choi Eun-Taek   |  | 1985 | 1986    | 20 | 16 | 21 |
| Lee Hoi-Taek    |  | 1987 | 1992    | 75 | 70 | 61 |
| Huh Jung-Moo    |  | 1993 | 1995    | 42 | 40 | 24 |
| Park Seong-Hwa  |  | 1996 | 2000    | 78 | 49 | 65 |
| Choi Soon-Ho    |  | 2001 | 2004    | 55 | 45 | 53 |
| Sérgio Farias   |  | 2005 | 2009    | 83 | 55 | 43 |
| Waldemar Lemos  |  | 2010 | 2010    | 2  | 3  | 6  |
| Park Chang-hyun |  | 2010 | 2010    | 7  | 8  | 6  |
| Hwang Sun-hong  |  | 2010 | 2015    | 21 | 8  | 8  |
| Choi Jin-cheul  |  | 2015 | 2016    | 10 | 8  | 14 |
| Choi Soon-ho    |  | 2016 | present | 21 | 8  | 8  |

## Futbolistes destacats
- Carlos Esteban Frontini
- André Luiz Tavares
- Itamar
- Paulinho Criciúma
- Santos
- Jasenko Sabitović (nacionalitzat com  Lee Sa-Vik)
- Abbas Obeid Jassim
- Goran Petreski
- Greg Brown
- Rade Bogdanović
- Lee Hoi-Taek
- Choi Soon-Ho
- Cho Kwang-Rae
- Ha Seok-Ju
- Hong Myung-Bo
- Hwang Sun-Hong
- Jeon Kyung-Joon
- Kim Byung-Ji
- Ko Jeong-Woon
- Lee Dong-Gook
- Lee Heung-Sil
- Lee Min-Sung
- Woo Sung-Yong